# Rozalinda
Rozalinda (također Uran XIII) je prirodni satelit planeta Uran, iz grupe manjih unutarnjih pravilnih, s oko 72 kilometra u promjeru i orbitalnim periodom od 0.558459529 ± 0.000000019 dana.